# اولگ بوشوف
اولگ بوشوف (روسی: Олег Фелевич Божьев؛ زادهٔ ۲۵ اوت ۱۹۶۱) اسکیت‌باز سرعت اهل اتحاد جماهیر شوروی سوسیالیستی است.